# État de Jaipur

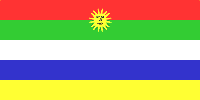
Drapeau de l'État de Jaipur.

L'État de Jaipur était un État princier de l'Inde de 1128 à 1948. Il était centré sur la ville de Jaipur.

## Dirigeants: Râja, puis Mîrzâ Râja, puis Sawâî Mahârâja
- Râja
  - 1093 - 1136 : Dulha Râo
  - 1136 - ? : Kankal
  -  ? - ? : Maidal Râo
  -  ? - ? : Hunadeva
  -  ? – 1185 : Kantal I
  - 1185 - 1191 : Pujanadeva
  - 1191 - ? :  Malesi
  -  ? - ? : Byala
  -  ? - ? : Deva
  -  ? - ? : Kilhan
  - 1276 – 1317 : Kantal II
  - 1317 - 1367 : Jansi
  - 1367 - ? : Udayakarna
  -  ? – 1413 : Nara Singh
  -  ? – 1424 : Banbir Singh
  -  ? – 1453 : Udha Râo
  - 1453 – 1502 : Chandrasena
  - 1502 - 1527 : Prithviraj Singh I (en)
  - 1527 – 1534 : Puran Mal (en)
  - 1534 – 1537 : Bhim Singh (en)
  - 1537 – 1548 : Ratan Singh (en)
  - 1548 – 1548 : Askaran (en)
  - 1548 – 1574 : Baharmalla (en) (ou Bihârî Mal), dont la fille Mariam az-Zamânî (en) épouse l’empereur moghol Akbar
  - 1574 – 1589 : Bhagwan Dâs (en)
- Mirza Râja
  - 1589 - 1614 : Man Singh I (en)
  - 1614 - 1621 : Bhao Singh (en)
  - 1621 - 1667 : Jai Singh I (en)
  - 1667 - 1688 : Ram Singh I (en)
  - 1688 – 1699 : Bishan Singh (en)
- Sawâi Mahârâja
  - 1699 - 1743 : Jai Singh II
  - 1743 - 1750 : Ishwari Singh (en)
  - 1750 - 1768 : Madho Singh I
  - 1768 - 1778 : Prithvi Singh II (en)
  - 1778 - 1803 : Pratap Singh (en) (1764-1803)
  - 1803 - 1818 : Jagat Singh II (en) (+1818)
  - 1818 - 1819 : Mohan Singh, régent
  - 1819 - 1835 : Jai Singh III (1818-1835)
  - 1835 - 1880 : Ram Singh II (1835-1880)
  - 1880 - 1922 : Madho Singh II (1861-1922)
  - 1922 - 1949 : Man Singh II (1912-1970)
- Mahârâja titulaire
  - 1949 - 1970 : Man Singh II (1912-1970)
  - 1970 - 2011 : Bhawani Singh (1931-2011)
  - Depuis 2011 : Padmanabh Singh (en) (né en 1998)